# تيري باك
تيري باك (بالإنجليزية: Terry Buck)‏ هو سباح أسترالي، ولد في 6 يوليو 1943 في سيدني في أستراليا، وتوفي في 7 مارس 2005 في Tweed River (New South Wales) ‏ في أستراليا.

## وصلات خارجية
- تيري باك على موقع الاتحاد الدولي للسباحة (الإنجليزية)
- تيري باك على موقع أوليمبيديا (الإنجليزية)
- تيري باك على موقع اللجنة الأولمبية الأسترالية (الإنجليزية)